# Nanton, Alberta
Nanton är en ort i Kanada.   Den ligger i provinsen Alberta, i den södra delen av landet, 2 900 km väster om huvudstaden Ottawa. Nanton ligger 1 019 meter över havet och antalet invånare är 1 936.
Terrängen runt Nanton är platt. Trakten runt Nanton är nära nog obefolkad, med mindre än två invånare per kvadratkilometer.. Det finns inga andra samhällen i närheten.
Trakten runt Nanton består till största delen av jordbruksmark.